# Rentatge de cotxes

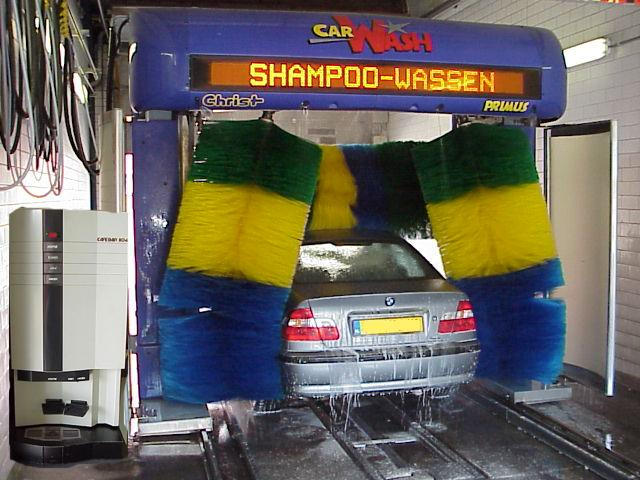
Centre de rentat

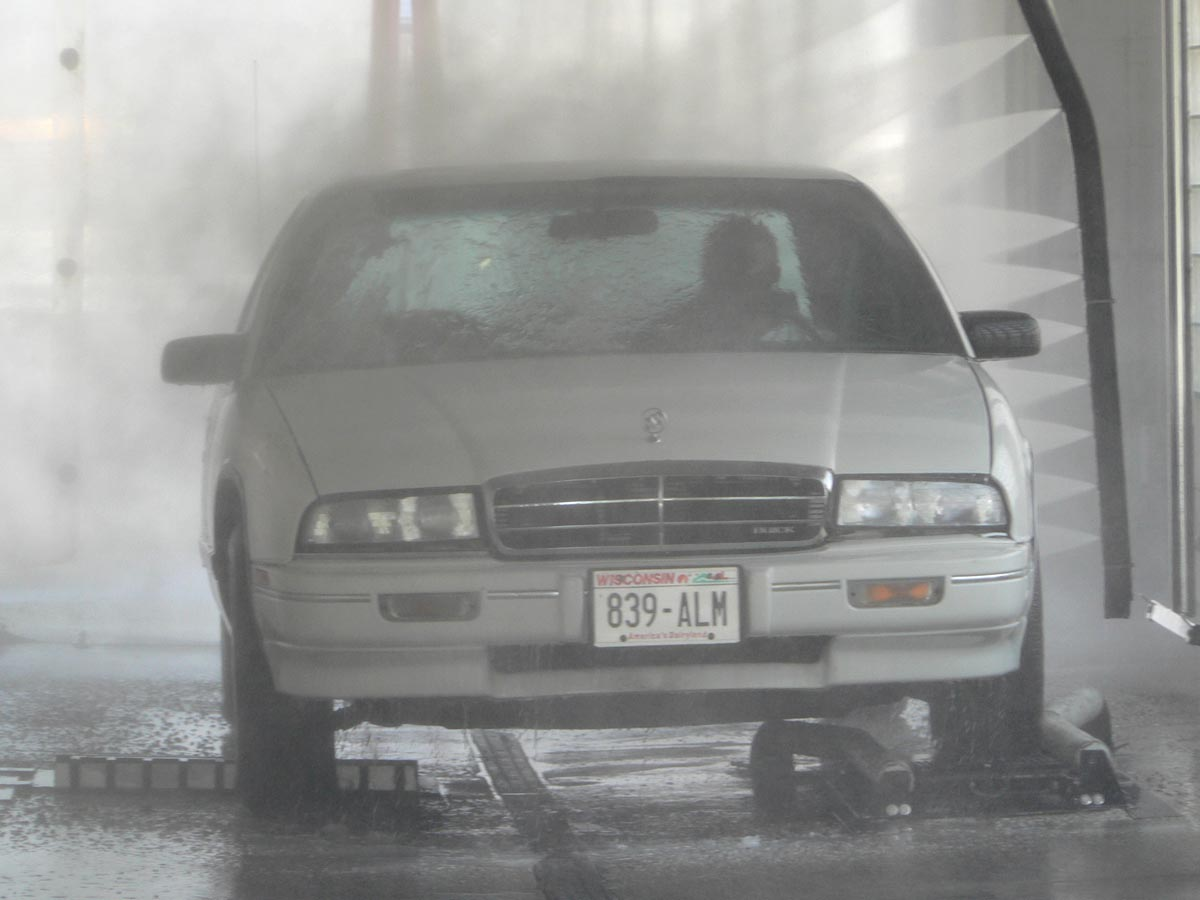
Neteja sense rodets.

Un centre de rentatge o llavatge de cotxes és un establiment dedicat a la neteja d'automòbils pels mateixos usuaris, operant els equips ells mateixos i amb arrencada dels mitjans de rentatge per prepagament sigui mitjançant targeta moneder, fitxa o targeta.

## Equipaments
L'equipament dels mateixos pot incloure diverses modalitats:
- Rentatge automàtic
  - Rentatge automàtic amb pont
  - Rentatge automàtic amb túnel
- Rentatge manual
  - Aspiradors
  - Altres perifèrics de rentada

## rentatge automàtic

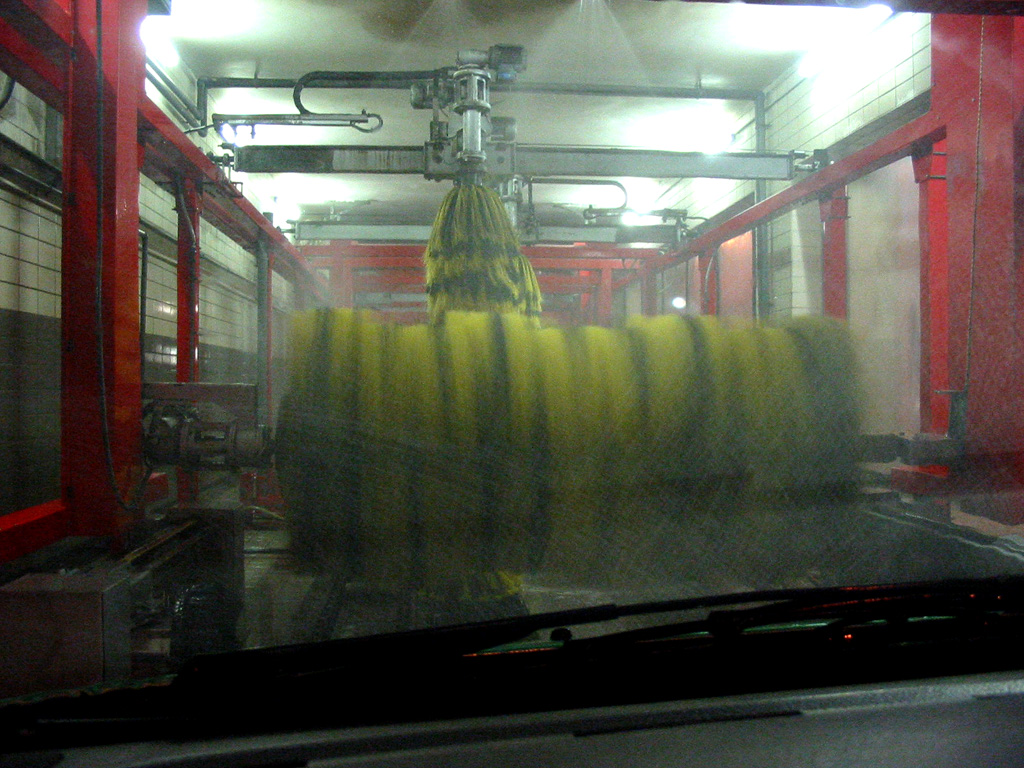
Rentat automàtic

El rentatge automàtic consisteix en una màquina que renta l'automòbil ja sigui per fricció, amb raspall sobre drap sobre bé sense fricció, per dolls d'aigua a alta pressió.

### Rentatge automàtic amb pont
El pont de rentatge és una màquina que es desplaça per recórrer el perímetre de la carrosseria mentre el vehicle està detingut.

### Rentatge automàtic amb túnel
El túnel de rentatge és un equip de rentatge en el qual l'automòbil es desplaça dins d'aquest, el desplaçament pot ser amb cadena d'arrossegament, o bé per la mateixa marxa del vehicle, de manera que l'equip es denomina túnel de rentatge al pas.

## Rentatge manual

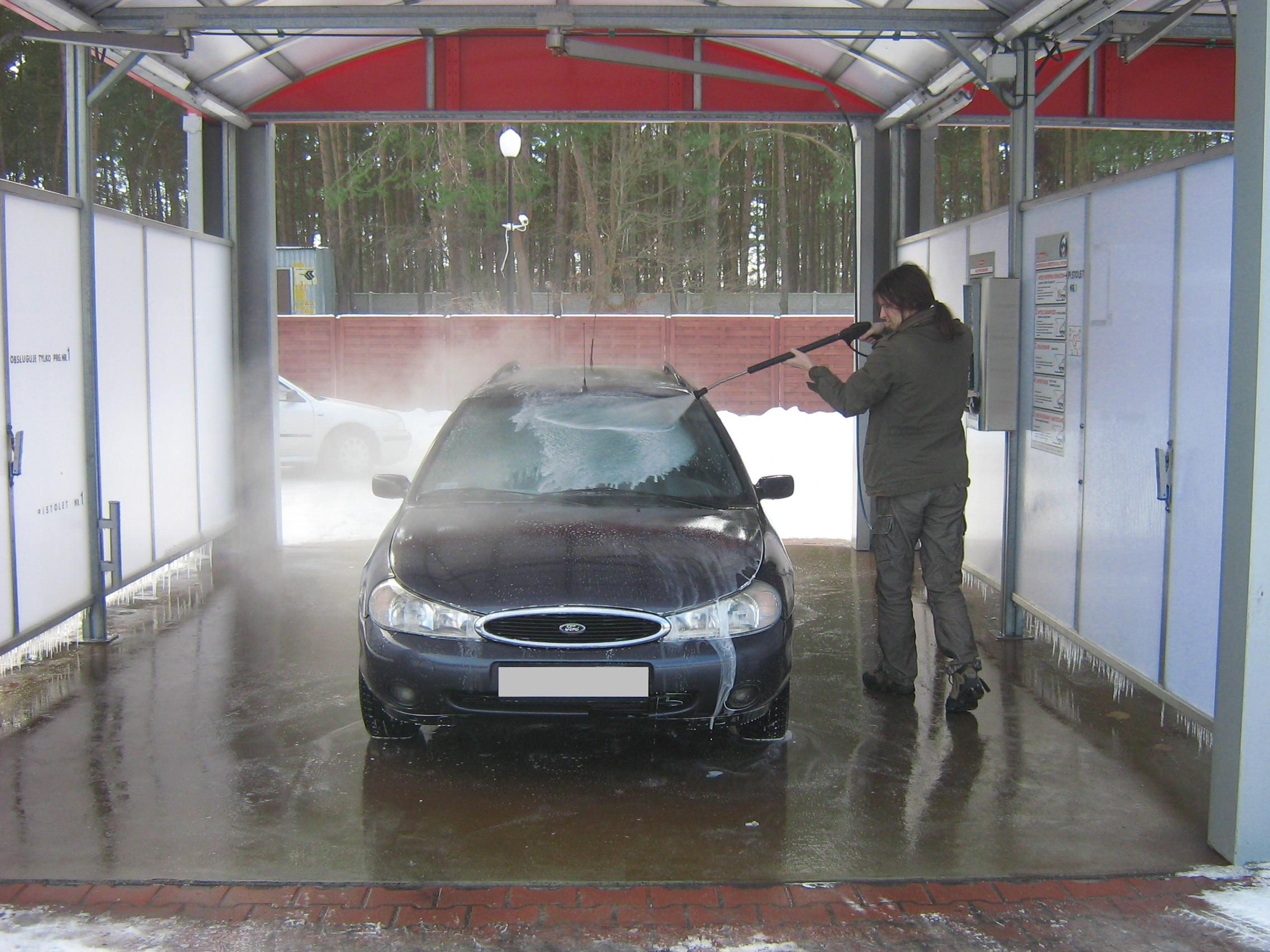
Rentatge manual

En els centres autoservei de rentatge manual el mateix usuari renta el seu automòbil mitjançant una mànega disposada a tal fi a la pista de rentatge.
Normalment aquesta mànega dispensa aigua a alta pressió entre 50 i 100 bars, amb la intenció de facilitar la neteja del vehicle i l'aigua dispensada pot contenir additius com detergent i cera o bé diferents tipus d'aigua tractada, com aigua descalcificada o aigua osmositzada.

## Aspiradors autoservei
Els aspiradors autoservei són equips aspiradors amb una temporització per al seu ús per un temps predeterminat que s'acciona per la inserció d'una moneda, fitxa o targeta de pagament.

## Perifèrics d'autorentatge
Un centre de rentatge pot incloure altres serveis com màquines rentacatifes, perfumadors de vehicles, dispensadors de productes de neteja específica, com netejavidres, neteja de vinils o llantes, etc.
Així mateix és usual la incorporació d'equipaments no relacionats amb la neteja de vehicles com equips rentaanimals, màquines expenedores d'aliments i begudes...